# ایلا وبر
ایلا وبر (آلمانی: Ela Weber؛ زادهٔ ۱۳ مارس ۱۹۶۶) بازیگر، مجری تلویزیون، خواننده و مدل اهل آلمان است. وی در سال ۲۰۰۰ اجرای زندهٔ مراسم اهدای جایزه به بازیکن سال فوتبال جهان را بر عهده داشت.
از فیلم‌ها یا برنامه‌های تلویزیونی که وی در آن نقش داشته است، می‌توان به تیفوسی، پاپاراتزی و اگر انجامش بدی، توی دردسر می‌افتی اشاره کرد.